# Fabio Rovazzi
Fabio Rovazzi, pseudonimo di Fabio Piccolrovazzi (Milano, 18 gennaio 1994), è un cantautore, youtuber e personaggio televisivo italiano.
Nel 2016 ha pubblicato il singolo di debutto Andiamo a comandare, tormentone estivo che ha raggiunto la vetta della Top Singoli e che è stato certificato quintuplo platino dalla FIMI.

## Biografia
Nato da Stefano Piccolrovazzi, medico, e Beatrice Pizzorno, biologa, Rovazzi è cresciuto nel quartiere milanese di Lambrate e con il passare degli anni si è fatto conoscere attraverso le reti sociali Facebook, Instagram e YouTube.
Nel 2015 ha collaborato al programma televisivo Sorci verdi di J-Ax, trasmesso in seconda serata su Rai 2, e nello stesso periodo ha lavorato alla realizzazione di alcuni video musicali per Merk & Kremont e Fred De Palma.

Logo utilizzato nel 2016

Il 28 febbraio 2016 ha pubblicato sui social network il video di un brano musicale da lui interpretato, Andiamo a comandare, realizzato in collaborazione con Danti dei Two Fingerz; in seguito alla vasta popolarità raggiunta dalla canzone, il singolo è stato pubblicato sulle piattaforme di streaming dall'etichetta discografica Newtopia (Universal Music Group) ed è stato trasmesso da diversi network radiofonici italiani, diventando così un tormentone estivo.
Il singolo è entrato nella classifica dei singoli più venduti di giugno 2016, raggiungendo la prima posizione il 29 luglio seguente e venendo certificato disco di platino. Nello stesso periodo Rovazzi ha preso parte a diversi festival musicali, fra i quali la quarta edizione del Summer Festival. Nel 2016 è apparso nel video del brano Vorrei ma non posto di J-Ax e Fedez e in Che ne sanno i 2000 di Gabry Ponte. Dall'11 settembre è entrato a far parte del cast degli ospiti di Quelli che il calcio di Rai 2, mentre il 28 dello stesso mese ha partecipato al programma televisivo musicale Bring the Noise. Il 2 dicembre dello stesso anno ha pubblicato il suo secondo singolo, Tutto molto interessante, accompagnato nello stesso giorno dal relativo video musicale.
Il 19 maggio 2017 è stata la volta del terzo singolo Volare, realizzato con la partecipazione di Gianni Morandi. Nell'estate dello stesso anno l'azienda Perfetti, per lo spot pubblicitario dei Big Babol, pubblica il brano musicale Solo se ci sei te interpretato da Rovazzi.
Nel 2018 è stato protagonista del film Il vegetale, diretto da Gennaro Nunziante. Nello stesso anno la rivista Forbes Italia lo ha inserito tra gli under 30 italiani che avranno maggiore impatto nel futuro per la categoria musica. A maggio Rovazzi ha lasciato la Newtopia ed è stato scelto dal gruppo Fiat Chrysler Automobiles come testimonial per la campagna di incentivi destinati all'acquisto di nuove vetture e nel 2019 come testimonial per il lancio della serie speciale Fiat Panda Connected by Wind. L'anno ha inoltre segnato la pubblicazione del quarto singolo in carriera, Faccio quello che voglio: presentato il 13 luglio, il singolo è caratterizzato dalla partecipazione vocale di Al Bano, Emma Marrone e Nek mentre il relativo video ha visto la partecipazione di vari personaggi dello spettacolo quali Gianni Morandi, Carlo Cracco, Eros Ramazzotti, Fabio Volo, Rita Pavone, Massimo Boldi, Flavio Briatore, Roberto Pedicini e Diletta Leotta che hanno interpretato loro stessi. Lo stesso video ha vinto in seguito il premio come miglior videoclip italiano 2018-2019 durante la terza edizione di IMAGinACTION.
Il 20 e il 21 dicembre 2018 ha condotto Sanremo Giovani insieme a Pippo Baudo in prima serata su Rai 1. Il 7 febbraio 2019 ha partecipato al 69º Festival di Sanremo come ospite della terza serata cantando Andiamo a comandare, Volare, recitando Tutto molto interessante e cantando insieme a Claudio Baglioni e Fausto Leali Faccio quello che voglio. Il 27 aprile 2019 ha sostituito per una sera Ricky Martin nel ruolo di direttore artistico del serale del talent show Amici di Maria De Filippi. Il 10 luglio dello stesso anno ha pubblicato il quinto singolo Senza pensieri, con la collaborazione di Loredana Bertè e J-Ax.
Il 24 giugno 2021 Rovazzi è tornato sulle scene musicali attraverso la pubblicazione del sesto singolo La mia felicità, realizzato in collaborazione con Eros Ramazzotti. L'anno successivo è apparso nel film Con chi viaggi ed è ospite fisso al Festival di Sanremo 2022, in collegamento con Orietta Berti dalla Costa Toscana. 
Il 3 gennaio 2023 è uscito il settimo singolo Niente è per sempre, mentre il 9 giugno ha pubblicato come ottavo La discoteca italiana in coppia con Orietta Berti. Nel videoclip, fatto uscire il medesimo giorno, vi ha partecipato il trio Aldo, Giovanni e Giacomo, l'Orchestra Casadei (citata anche nel testo), e per la seconda volta Diletta Leotta. 
Tra il 2024 e il 2025 è stato il giudice di Io canto Family, Io canto Generation e Io canto Senior, tutti e tre talent show di Canale 5: il primo è condotto da Michelle Hunziker, mentre il secondo e l'ultimo sono condotti da Gerry Scotti.
Il 15 maggio 2024 è uscito uscito il singolo Maranza, in duetto con Il Pagante. Il 13 dicembre ha pubblicato la sua prima raccolta discografica intitolata Greatest Hits.
La notte tra il 31 dicembre 2024 e il 1º gennaio 2025 ha condotto su Canale 5 l'ottava edizione del programma Capodanno in musica con Federica Panicucci. Il 9 maggio 2025 ha pubblicato il singolo Red Flag, in collaborazione con Paola Iezzi e Dani Faiv, seguito il 27 giugno dal singolo Cabaret, insieme ad Orietta Berti e i Fuckyourclique.

## Discografia
- 2024 – Greatest Hits

## Filmografia

### Attore

#### Cinema
- Il vegetale, regia di Gennaro Nunziante (2018) - nel ruolo di sé stesso
- Con chi viaggi, regia di YouNuts! (2022)
- Elf Me, regia di YouNuts! (2023)

#### Televisione
- The Generi – serie TV, episodio 1x06 (2018)
- Untraditional – serie TV, episodi 2x07, 2x14 e 2x15 (2018) - nel ruolo di sé stesso
- Don Matteo – serie TV, episodio 12x01 (2020)

### Doppiatore

#### Televisione
- Stormtrooper in Ralph spacca Internet (2018), Star Wars - L'ascesa di Skywalker (2019), The Mandalorian (2020)[36] e Obi-Wan Kenobi (2022)

#### Videogiochi
- Morte in Call of Duty: Modern Warfare

## Programmi televisivi
- Sorci verdi (Rai 2, 2015)
- Quelli che il calcio (Rai 2, 2016)
- Tutti pazzi per Morandi e Rovazzi (Nove, 2017)
- Sanremo Giovani (Rai 1, 2018)
- Amici di Maria De Filippi (Canale 5, 2019)
- Festival di Sanremo (Rai 1, 2022) - ospite fisso
- Capodanno in musica (Canale 5, 2018-2019, 2021, 2022, 2024)
- Io canto Family (Canale 5, 2024) - giurato
- Io canto Generation (Canale 5, 2024) - giurato
- Io canto Senior (Canale 5, 2025) - giurato

## Podcast
- 2046 - Il podcast (Mediaset Infinity, 2024)

## Riconoscimenti
- Forbes Italia
  - 2018 – Inserimento tra gli under 30 italiani di maggiore impatto nel futuro nella categoria "Musica"[18]